# Rue Marx-Dormoy
Rue Marx-Dormoy (ulice Marxe Dormoye) je ulice v Paříži. Nachází se v 18. obvodu.

## Poloha
Ulice vede od náměstí Place de la Chapelle a končí na křižovatce ulic Rue Ordener, Rue Philippe-de-Girard a Rue Riquet. Ulice je orientována z jihu na sever. Směrem na sever pokračuje ulice Rue de la Chapelle a na jihu na ni navazuje Rue du Faubourg-Saint-Denis.

## Historie
Dnešní ulice tvoří část původní silnice, která vedla z Paříže do Saint-Denis podél vesnice La Chapelle. Tato silnice měla označení královská cesta č. 1, během Velké francouzské revoluce přejmenované na národní silnici č. 1. Další názvy tohoto úseku byly Rue de la Chapelle, Rue de la Chapelle-Franciade (během revoluce). V roce 1814 se tato část nazývala Rue du Faubourg-de-Gloire a poté opět Rue de la Chapelle. Současný název získala 7. července 1945 na paměť francouzského politika Marxe Dormoye (1888-1941) zavražděného nacisty.
V této ulici bydlel básník Paul Éluard.